# Урош Джурджевич
Урош Джурджевич (серб. Урош Ђурђевић, нар. 2 березня 1994, Белград, СФРЮ) — сербський футболіст, нападник «Спортінга» (Хіхон).

## Клубна кар'єра
Народився 2 березня 1994 року в місті Белград. Вихованець юнацької команди футбольного клубу «Рад». У дорослому футболі дебютував 2011 року виступами за цю ж команду, в якій провів три сезони, взявши участь у 41 матчі чемпіонату. 
Своєю грою за цю команду привернув увагу представників тренерського штабу клубу «Вітесс», до складу якого приєднався 2014 року. Відіграв за команду з Арнема наступний сезон своєї ігрової кар'єри. Більшість часу, проведеного у складі «Вітесса», був основним гравцем атакувальної ланки команди.
2015 року уклав контракт з клубом «Палермо», у складі якого провів наступний рік своєї кар'єри гравця. 
До складу клубу «Партизан» приєднався 2016 року та провів там один сезон. Встиг відіграти за белградську команду 34 матчі в національному чемпіонаті.
2017 року перейшов до складу грецького «Олімпіакоса», а за рік став гравцем іспанського «Спортінга» (Хіхон).

## Виступи за збірні
2012 року дебютував у складі юнацької збірної Сербії, взяв участь в 11 іграх на юнацькому рівні, відзначившись 3 забитими голами.
Протягом 2013–2017 років залучався до складу молодіжної збірної Сербії. На молодіжному рівні зіграв у 30 офіційних матчах, забив 16 голів.
2021 року отримав громадянство Чорногорії, а разом з ним і право виступів за місцеву збірну. 24 березня 2021 року дебютував у складі збірної у матчі проти Латвії.

## Статистика виступів

### Статистика клубних виступів
| Сезон             | Команда           | Чемпіонат         | Чемпіонат | Чемпіонат | Національний кубок | Національний кубок | Національний кубок | Континентальні кубки | Континентальні кубки | Континентальні кубки | Інші змагання | Інші змагання | Інші змагання | Усього | Усього |
| Сезон             | Команда           | Ліга              | Ігор      | Голів     | Ліга               | Ігор               | Голів              | Ліга                 | Ігор                 | Голів                | Ліга          | Ігор          | Голів         | Ігор   | Голів  |
| ----------------- | ----------------- | ----------------- | --------- | --------- | ------------------ | ------------------ | ------------------ | -------------------- | -------------------- | -------------------- | ------------- | ------------- | ------------- | ------ | ------ |
| 2011–12           | «Рад»             | СЛ                | 7         | 0         | КС                 | -                  | -                  | ЛЄ                   | 0                    | 0                    | -             | -             | -             | 7      | 0      |
| 2012–13           | «Рад»             | СЛ                | 23        | 9         | КС                 | 2                  | 0                  | -                    | -                    | -                    | -             | -             | -             | 25     | 9      |
| 2013-14           | «Рад»             | СЛ                | 11        | 2         | КС                 | 1                  | 0                  | -                    | -                    | -                    | -             | -             | -             | 12     | 2      |
| Усього «Рад»      | Усього «Рад»      | Усього «Рад»      | 41        | 11        |                    | 3                  | 0                  |                      | 0                    | 0                    |               | -             | -             | 44     | 11     |
| 2014              | «Вітесс»          | ЕД                | 6         | 0         | КН                 | 2                  | 0                  | -                    | -                    | -                    | -             | -             | -             | 8      | 0      |
| 2014–15           | «Вітесс»          | ЕД                | 18        | 1         | КН                 | 1                  | 0                  | -                    | -                    | -                    | -             | -             | -             | 19     | 1      |
| 2015              | «Вітесс»          | ЕД                | 1         | 0         | КН                 | -                  | -                  | ЛЄ                   | 1                    | 0                    | -             | -             | -             | 2      | 0      |
| Усього «Вітесс»   | Усього «Вітесс»   | Усього «Вітесс»   | 25        | 1         |                    | 3                  | 0                  |                      | 1                    | 0                    |               | -             | -             | 27     | 1      |
| 2015–16           | «Палермо»         | A                 | 14        | 2         | КІ                 | -                  | -                  | -                    | -                    | -                    | -             | -             | -             | 14     | 2      |
| Усього «Палермо»  | Усього «Палермо»  | Усього «Палермо»  | 14        | 2         |                    | 0                  | 0                  |                      | 0                    | 0                    |               | -             | -             | 14     | 2      |
| 2016–17           | «Партизан»        | СЛ                | 29        | 24        | КС                 | -                  | -                  | ЛЄ                   | 0                    | 0                    | -             | -             | -             | 29     | 24     |
| 2017–18           | «Партизан»        | СЛ                | 5         | 3         | КС                 | -                  | -                  | ЛЄ                   | 6                    | 4                    | -             | -             | -             | 11     | 7      |
| Усього «Партизан  | Усього «Партизан  | Усього «Партизан  | 34        | 27        |                    | 0                  | 0                  |                      | 6                    | 4                    |               | -             | -             | 40     | 31     |
| Усього за кар'єру | Усього за кар'єру | Усього за кар'єру | 114       | 41        |                    | 6                  | 0                  |                      | 7                    | 4                    |               | 0             | 0             | 127    | 45     |

## Титули і досягнення

### Командні
- Чемпіон Сербії (1):

«Партизан»: 2016—2017
- Володар Кубка Сербії (1):

«Партизан»: 2016—2017
- Чемпіон Європи (U-19): 2013

### Індивідуальні
- Найкращий бомбардир Чемпіонату Сербії (1): 2016—2017
- Найкращий футболіст Чемпіонату Сербії (1): 2016—2017